# NGC 344
NGC 344 is een spiraalvormig sterrenstelsel in het sterrenbeeld Walvis. Het hemelobject werd in 1886 ontdekt door de Amerikaanse astronoom Frank Muller.

## Synoniemen
- PGC 198261
- AM 0055-232